# Аурих
Аурих (нім. Aurich) — місто в Німеччині, розташована в землі Нижня Саксонія. Адміністративний центр однойменного району.
Площа — 197,21 км2. Населення становить 42 544 ос. (станом на 31 грудня 2021).